# Växjö–Hultsfred–Västerviks Järnvägs AB
Växjö-Hultsfred-Västervik Järnvägs AB, VHVJ, bildades 1986 för att trafikera de två järnvägarna Växjö-Åseda-Hultsfred och Hultsfred-Västervik, som tidigare lagts ned av SJ. Dessa var sedan 1972 SJ:s sista smalspårsbanor med persontrafik och hade under de sista åren fram till SJ:s nedläggning av persontrafiken 1984 trafikerats som en linje, järnvägslinjen Växjö-Hultsfred-Västervik.
Bolaget startade turisttrafik mellan Växjö och Västervik den 13 juli 1987, efter att sträckorna Sandsbro-Hultsfred och Hultsfred-Jenny köpts loss från SJ. Sträckan Sandsbro-Växjö hade köpts av Växjö kommun och arrenderades av bolaget. Bolaget gick i konkurs 17 december 1992, varpå verksamheten upphörde. Efter det har de båda banorna åter igen blivit två skilda banor med olika verksamhetsutövare.
Förutom turisttrafik mellan Växjö och Västervik körde även företaget också skoltåg för Växjö kommun på sträckan Växjö-Braås. Försök gjordes även med att köra godstrafik.